# Огун
Огун (йоруба Ogun — война) — в религии йоруба бог войны и железа, покровитель мест стихийных бедствий, также выступает в роли защитника униженных, покровителя военных конфликтов и воинов. Один из сыновей Обатала и Йемайя, соперник и противник своего брата Шанго.

## Мифология

### В Африке
В мифологии народа йоруба Огун, сын Обатала, — один из изначальных ориша, является богом, принесшим цивилизацию, подарив людям технологию обработки металлов.
Огун — ориша железа и всего, что связано с его использованием. Он — кузнец, воин, тот, кто своим мачете срезает все препятствия. Все, кто пользуются металлическими инструментами (например, механики, таксисты, кузнецы, мясники, парикмахеры и т. д.) являются частью царства Огуна. Как создатель инструментов, Огун является покровителем самых разных областей деятельности человека: от техники до хирургии. Согласно мифу, когда боги впервые пришли на землю, путь им преградил густой кустарник, но Огун своим знаменитым тесаком быстро прорубил дорогу. По преданиям, Огуна стрельбе из лука и метанию дротиков учил сам Осайе — хозяин леса и природы.
Огун — «прямой» Ориша, не ищущий дипломатии и обходных путей. Иногда его прямота приводит к тому, что его энтузиазм не знает границ. В гневе Огун не раз убивал даже своих собственных союзников.
Огун также является покровителем этики и правосудия. В Африке клялись и присягали именем Огуна на куске железа или на лезвии ножа, при этом обычно прикасались языком к лезвию ножа.
Противником Огуна является его брат Шанго, ориша грома и молнии. Из-за этой вражды никогда нельзя вызывать в рамках одной церемонии Огуна и Шанго.

#### Патаки
Согласно патаки, мифам народа йоруба, Огун вступил в связь со своей матерью, Йемайа. Когда его отец Обатала раскрыл тайную связь, Огун проклял сам себя на вечную работу без отдыха и пообещал раскрыть людям тайну обработки железа. По другой версии запретная связь Огуна и Йемайа стала причиной вражды между ним и Шанго. Когда стало известно о любовных отношениях между сыном и матерью, Шанго, брат Огуна, вызвал его на бой. Братья долго бились, пока Ойа, жена Огуна, не встала между ними, тем самым прекратив бой. После этого Шанго забрал Ойа себе в качестве любовницы.

### Сантерия
Также как и в западной Африке в Сантерии Огун остается важным оришей, покровителем металла, воинов и кузнецов.
В Сантерии Огун отождествляется со Св. Петром, Иоанном Крестителем (из-за смерти от меча), архангелом Михаилом (его оружие — меч) и Св. Павлом. Огун был отождествлен с этими святыми по ассоциации c их изображениями с металлическими орудиями, от которых приняли смерть.

## Атрибуты
Огуну посвящены железо и земля, так как в ней находят металлы, его символ — нож. В жертву ему обычно приносят собаку, но бывали и человеческие жертвоприношения с целью обеспечить удачный исход войны.
Алтарь Огуна украшается миниатюрным оружием и сельскохозяйственными инструментами.
Цвета Огуна: голубой, зелёный и чёрный.

## В литературе
- В новелле «Кум Огуна» классика бразильской литературы Жоржи Амаду, или 2-й части романа «Пастыри ночи» (1964) выступает одним из заглавных персонажей — ориша крестит белокурого голубоглазого ребёнка, которого негр Массу признал своим сыном.
- Огун и другие лоа вместе с адептами культа вуду изображены в романе московского писателя Андрея Гусева «Наш жёсткий секс в Малинди»[5][6][7].
- Две традиционные песни в практике вуду, посвящённые лоа Огун, записаны и переведены на английский язык by Michel S.Laguerre[8].